# Physocephala rufipes
Physocephala rufipes är en tvåvingeart som först beskrevs av Fabricius 1781.  Physocephala rufipes ingår i släktet Physocephala och familjen stekelflugor. Arten är reproducerande i Sverige. Inga underarter finns listade i Catalogue of Life.

## Bildgalleri

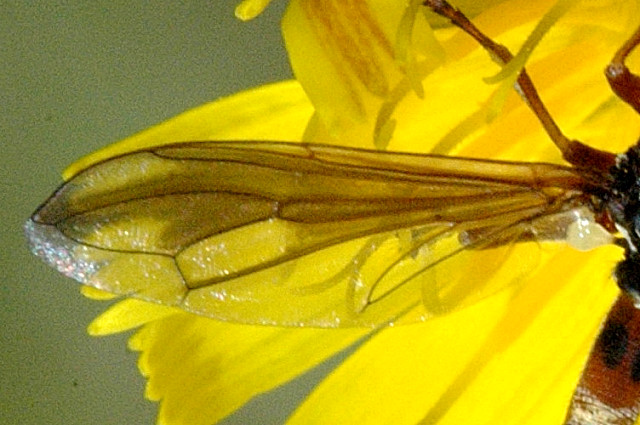